# 路坦然
路坦然（？—？），巩昌人，是一名清朝政治人物。拔贡出身。
路坦然曾于康熙四年（1665年）接替李克似任延平府知府一职，康熙八年（1669年）由李玑接任。